# Edwin DeVries Vanderhoop Homestead
Das Edwin DeVries Vanderhoop Homestead ist ein historisches Wohnhaus der Familie von Edwin DeVries Vanderhoop (1848–1923) in Aquinnah im Bundesstaat Massachusetts der Vereinigten Staaten. Es wurde in den 1890er Jahren errichtet und dient heute unter der Bezeichnung Aquinnah Cultural Center als Kulturzentrum sowie als Museum für Stammesgeschichte.

## Geschichte
Das Gebäude wurde zwischen 1890 und 1897 – ein exaktes Datum ist den Aufzeichnungen nicht zu entnehmen – im äußersten Westen der Insel Martha’s Vineyard auf einem 3,2 Acres (1,3 ha) großen Grundstück errichtet, das bis an den Rhode Island Sound grenzt. Architekt und möglicherweise zugleich Erbauer war der spätere Eigentümer Edwin DeVries Vanderhoop, dessen Vorfahren aus den Niederlanden stammten. Sein Vater William wurde als Sohn des Niederländers Frs. F.S.C. Vanderhoop und der einheimischen Jacquilena DeMontell in Suriname geboren und übersiedelte im frühen 19. Jahrhundert nach Aquinnah, das damals noch als Gay Head bekannt war. Er heiratete dort die Wampanoag Beulah Salsbury und bekam mit ihr neun Kinder, die alle später wichtige Rollen in der Entwicklung der Region übernahmen. Seit dieser Zeit verfügte die Familie dort über großen Einfluss, besaß mehrere Immobilien im Stadtgebiet und besetzte wichtige Funktionen in der Stadtverwaltung sowie innerhalb des Wampanoag-Stammes.
Das Grundstück, auf dem das Anwesen steht, wurde am 13. Oktober 1890 von William Morton an William A. Vanderhoop, Sr. für 40 US-Dollar (heute ca. 1.200 Dollar) verkauft, der es umgehend an seinen Sohn Edwin DeVries für 75 Dollar (heute ca. 2.300 Dollar) weiterverkaufte. Auf historischen Landkarten erscheint das Haus erstmals 1897. Edwin selbst wurde in Aquinnah geboren und verbrachte dort als Kapitän auf Walfangschiffen sein ganzes Leben. Er ist zudem bis heute der erste und einzige Angehörige der Wampanoag, der in ein bundesstaatliches Parlament gewählt wurde. Im Jahr 1900 war er außerdem für die örtliche Volkszählung verantwortlich.
Als Edwin am 28. Januar 1923 starb, wurden seine Besitztümer akkurat aufgelistet. Zu ihnen zählten drei Bankkonten, das Wohnhaus, ein Schuppen, eine Werkstatt, das Grundstück des Wohnhauses, Moosbeeren-Sümpfe, ein Ochsen-Fuhrwerk, ein Pferd und diverse Möbelstücke. Seine Ehefrau vererbte nach ihrem Tod 1935 das Haus und alle weiteren Besitztümer an fünf ihrer sechs gemeinsamen Kinder. Besonderen Wert legte sie dabei auf die Bewahrung von Gemälden, die vermutlich von William Bradford und Arthur Wesley Dow angefertigt worden waren.
Seit 2003 befindet sich das Anwesen zum einen Teil im Eigentum der Stadt Aquinnah, zum anderen Teil gehört es dem Marsh Hawk Land Trust. Das ehemalige Wohnhaus wurde von der Vanderhoop Homestead Foundation geleast und dient heute als Kulturzentrum und saisonales Museum.

## Architektur

### Außenarchitektur
Im Kern besteht das Wohnhaus aus zwei einzeln stehenden Sektionen mit jeweils 1¾ Stockwerken, die parallel, jedoch leicht versetzt zueinander in Ost-West-Ausrichtung angeordnet sind. Sie sind insbesondere charakterisiert durch ein spitz zulaufendes Giebeldach, ein weit hervorstehendes Gesims und Fensteröffnungen deutlich unterhalb der Gesims-Linie. Da der südliche Gebäudeteil (24 ft (7,3 m) mal 16 ft (4,9 m)) vollständig unterkellert ist, wurde er vermutlich zuerst errichtet; die nördliche Sektion (22 ft (6,7 m) mal 16 ft (4,9 m)) verfügt lediglich über einen Kriechkeller. Die Bauweise lässt vermuten, dass zumindest ein Gebäudeteil nachträglich an diesen Standort verbracht wurde. An der Südseite befindet sich eine 2005 neu errichtete Terrasse mit einer Größe von 12 ft (3,7 m) mal 29 ft (8,8 m).

### Innenarchitektur
Das Erdgeschoss besteht in beiden Gebäudeteilen jeweils aus zwei Haupträumen. Während sich im nördlichen Gebäude das Wohnzimmer mit Feuerstelle und ein Salon befinden, beherbergt das südliche Gebäude das Esszimmer, die Küche, die Speisekammer und das Badezimmer. Der Eingangsbereich wird durch einen eigenen Flügel gebildet, der beide Hauptgebäude auf der Nordseite miteinander verbindet. Im ersten Stock liegen insgesamt vier Schlafzimmer und ein weiteres Badezimmer. Im gesamten Wohnbereich sind die Wände und Decken verputzt, während die Böden mit ca. 10 cm breiten Dielen aus Kiefernholz ausgelegt sind.